# Věžná (okres Žďár nad Sázavou)
Věžná (německy Wischna) je obec v okrese Žďár nad Sázavou v Kraji Vysočina.
Obec Věžná se nachází 7 km jižně od města Bystřice nad Pernštejnem v údolí říčky Nedvědičky. Sestává ze tří místních částí: Věžná, Jabloňov a Pernštejnské Janovice. K Věžné náleží také samota Veselka a dvě chalupy na Suchých Loukách. Věžná má 65 trvale obydlených domů a 65 rekreačních chat a chalup. Žije zde 231 obyvatel. V obci se nachází sjezdovka s lyžařským vlekem o délce 283 m.

## Historie
Nejstarší zmínka o obci je z roku 1376 o Albertovi z Věžné, který se později psal po Vojetíně. Ves sama náležela vždy k pernštejnskému panství. Roku 1500 osvobodil Vilém z Pernštejna Věžnou od povinnosti čepování panského piva a bezplatného vožení ryb. Jedním z nejstarších dokladů věženské historie je zřejmě smírčí kámen nalezený v oboře mezi Věžnou a Stříteží s tímto vyrytým textem: „Letha Panie 1594 na den Barbory swaté stromem zabit gest Antonín Berka z Wěžnýho. Pán Bůh racz dussi geho milostiw býti“. Zmíněný Berka měl údajně zahynout při kácení stromů na stavbu kostela ve Věžné, což je historicky možné, protože kostelní podací se ve Věžné poprvé připomíná roku 1596. 
Stará pečeť věženské rychty má ve znaku nahoře zubří hlavu, po straně růžičky, dole pak snop a srp s nápisem: „Wiezenská richta 1689“. Od této doby byla tato rychta nepřetržitě v rodu Vrbků. Roku 1675 byla velikost obce 1 40/64 lánu s 10 trvale obydlenými domy. Zápisky o robotě ve Věžné jsou z roku 1750, kdy sedláci robotovali týdně po 3 dnech s jedním koněm a jedním volem, o senách a ve žních k tomu 3 dny pěšky o 2 osobách. Podsedník pracoval 3 dny pěšky, ve žních dvojnásob. Desátku platili do Doubravníka, kam k duchovní správě napřed náleželi, roku 1757 to bylo na penězích 5 zlatých 45 krejcarů, 6 mázů 2 žejdlíky másla, 1 a 1 sáhů dříví a na sv. Martina 15 krejcarů, 18 liber ovsa, koledy po 3 krejcarech, po libosti mouky a lnu, na Zelený čtvrtek pak 3 až 4 vejce. Roku 1790 bylo domů 26 s 216 obyvateli, roku 1834 i s Janovicemi 36 domů s 336 obyvateli, z nichž bylo 318 katolíků, 17 evangelíků a 1 žid.
Počátkem 19. století, kdy obyvatel přibývalo, vznikla potřeba vybudovat v obci vlastní školu. Nejprve se vyučovalo po jednotlivých domech. Rodina, v jejímž domě právě vyučování probíhalo, musela poskytnout učiteli stravu a každý žák musel v zimě přinést jedno polínko na topení. Prvním učitelem byl pan Šuster, který učil v čísle 29. V roce 1855 dostala obec povolení vybudovat školu. Byl zakoupen pozemek od pana Hynka Vrbky z č. 5 a roku 1856 na jaře započala stavba. V témže roce byla škola vysvěcena a začalo se s vyučováním. Prvním učitelem byl pan František Peša.
Myšlenka založit sbor dobrovolných hasičů v obci Věžná spadá do roku 1878, kdy si tehdejší představenstvo obce dalo od hraběte Mitrovského vyplatit pronájem honitby na 10 let dopředu v částce 600 zlatých, za které byla zakoupena čtyřkolá stříkačka z Knaustovy továrny ve Vídni. Samotný hasičský sbor pak byl ustanoven obecním zastupitelstvem v březnu 1887.
V roce 1903 byla započata stavba železniční trati přes Věžnou. První vlak vjel do nádraží v Rožné 21. června 1905. Roku 1907 byla zřízena železniční zastávka ve Věžné.

## Obecní symboly
Popis znaku: V červeném štítě nad zelenou patou, pilovitě oddělenou, stříbrný kůl v podobě věže se dvěma úzkými okny a s cimbuřím po třech stínkách. Věž provází vpravo zlaté jablko, vlevo zlatý kopřivový list. Uprostřed paty štítu je stříbrné mlýnské kolo.
Popis praporu: Vlajkový list o poměru stran 2:3 sestává ze tří pruhů, červeného, bílého a červeného ve vzájemném poměru 1:1:1. Pruhy překrývá zelený žerďový klín, sahající do poloviny vlajkového listu.

## Obyvatelstvo
| Rok            | 1869 | 1880 | 1890 | 1900 | 1910 | 1921 | 1930 | 1950 | 1961 | 1970 | 1980 | 1991 | 2001 | 2006 | 2014 |
| Počet obyvatel | 528  | 506  | 491  | 452  | 451  | 453  | 440  | 369  | 371  | 347  | 292  | 254  | 206  | 193  | 227  |

## Kostel svatého Martina
Nejvýznamnější památkou obce Věžné je kostel svatého Martina, který byl postaven z kamene koncem 16. století. Z roku 1592 pochází v souvislosti s věženským kostelem zmínka o predikantu Vítu Stanickém, který se pak usídlil na novou faru v Rožné. Z toho je patrno, že nejdříve byla fara ve Věžné, později teprve v Rožné. Roku 1672 náležel kostel jako filiální k Doubravníku, od roku 1755 byla na hradě Pernštejně zřízena kooperativa, kam byla Věžná přidělena až do roku 1787, kdy byla přifařena k Rožné, kam patří dodnes.
Kostel má jeden oltář s obrazem sv. Martina od akademického malíře Adámka z Pelhřimova. Nejvzácnější památkou je ukřižovaný Kristus v životní velikosti. Na kůru byly staré varhany, pocházející z roku 1680, které byly v roce 1939 nahrazeny novým harmoniem. Pod dlažbou kostela je krypta význačných dobrodinců tohoto kostela, zapečetěna dvěma mramorovými deskami s nápisem: „Léta Páně 1742 dne 24 měsíce září zemřel slovutný muž Jiří Vrbka v 74. roce věku svého, který zde pochován a všeobecného vzkříšení očekává.“ Na druhé desce je napsáno: „Pod tímto kamenem odpočívá Josef, vlastní syn Jiřího Vrbky, zemřel 1757 ve věku 21 let. Zemřelý každého o krátkosti bytí napomíná a o křesťanskou modlitbu žádá.“
Na věži byly do první světové války tři zvony, z nichž nejstarší byl poledník, pocházející z roku 1630, který byl na věži ponechán. Prostřední zvon byl z roku 1701 darován Pavlem Vrbkou, rychtářem věženským, malý zvon pocházel z roku 1737. Oba mladší zvony byly odebrány pro vojenské účely 18. května 1917.

## Galerie

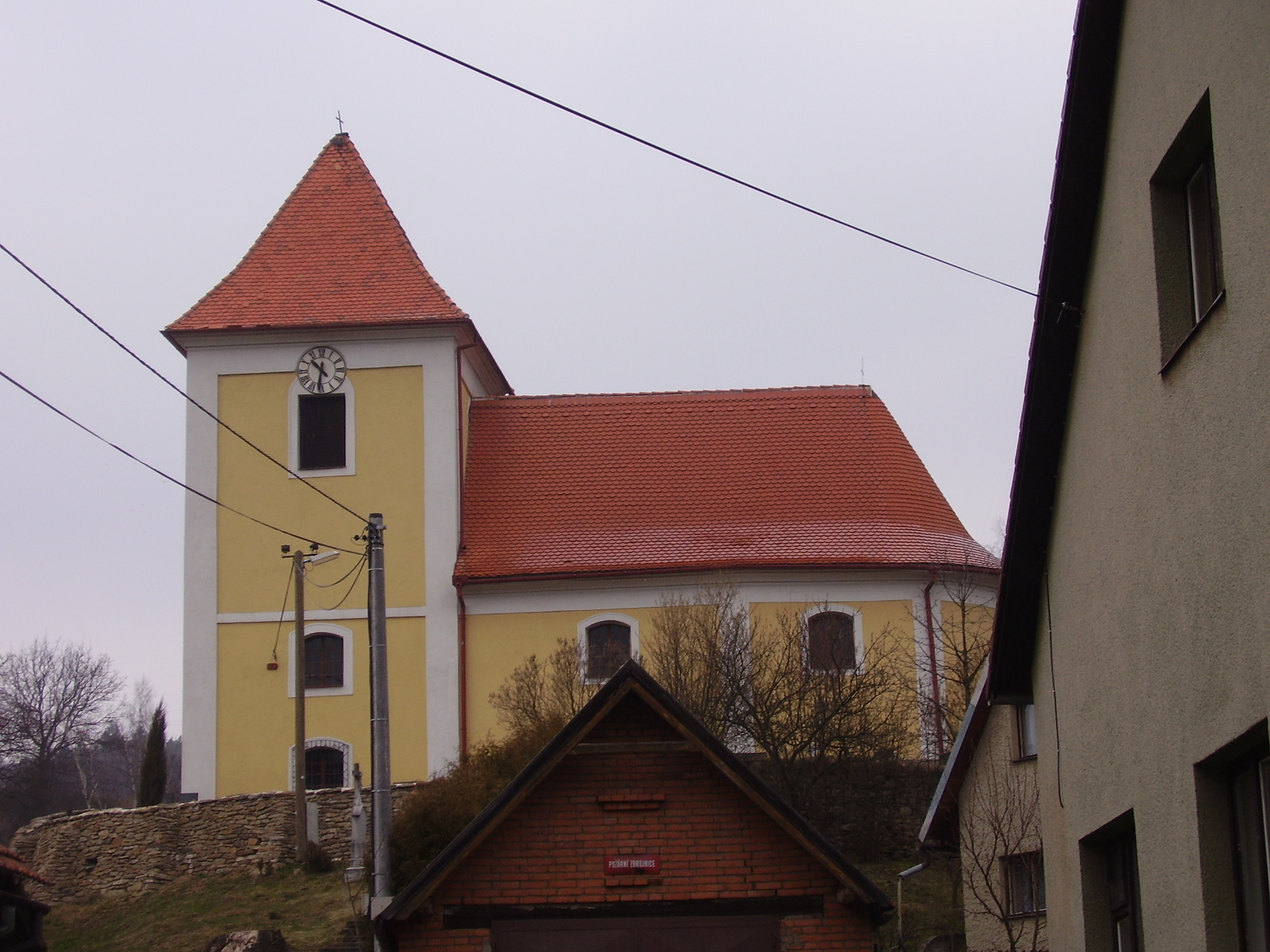
Kostel svatého Martina
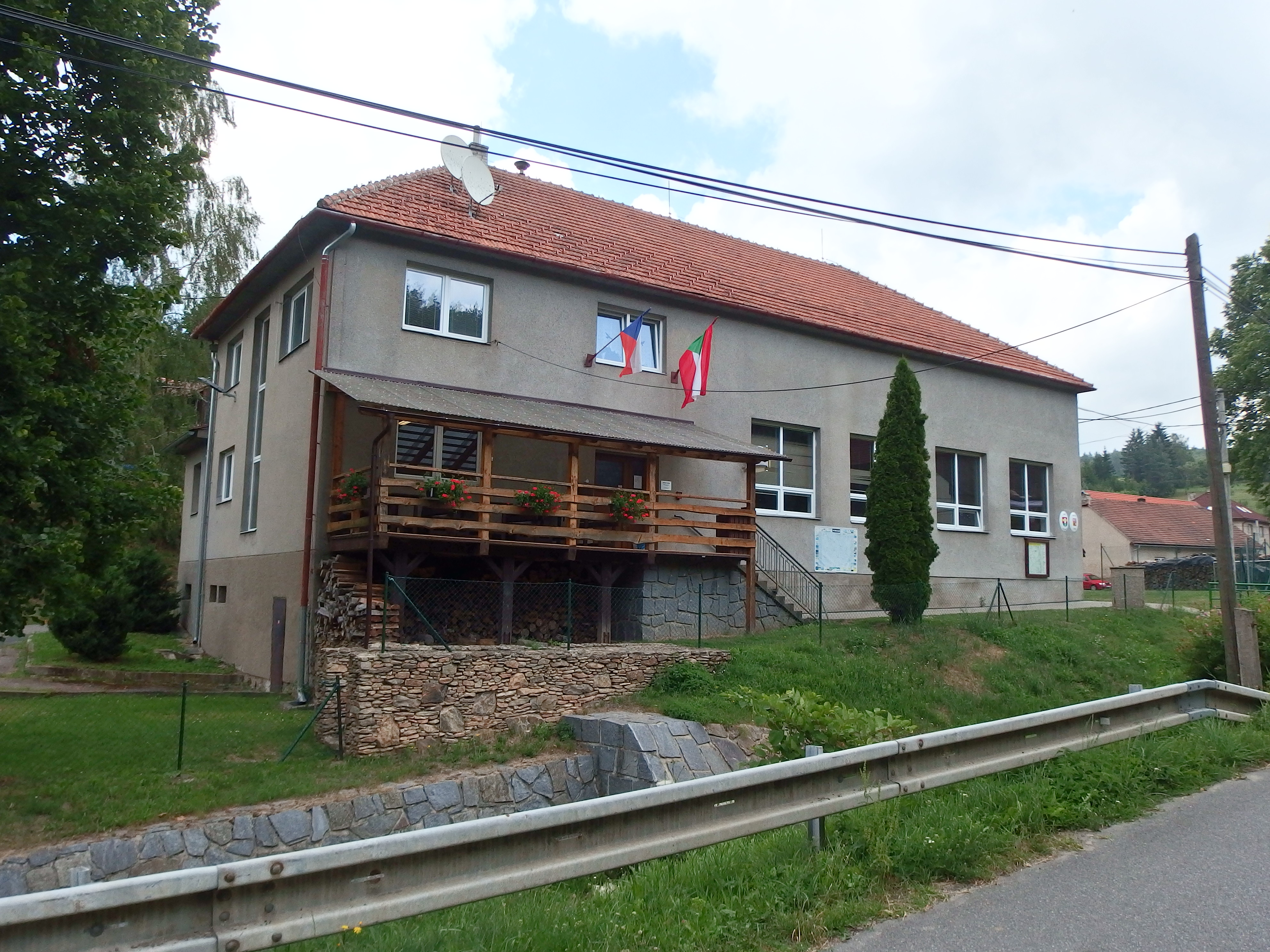
Obecní úřad
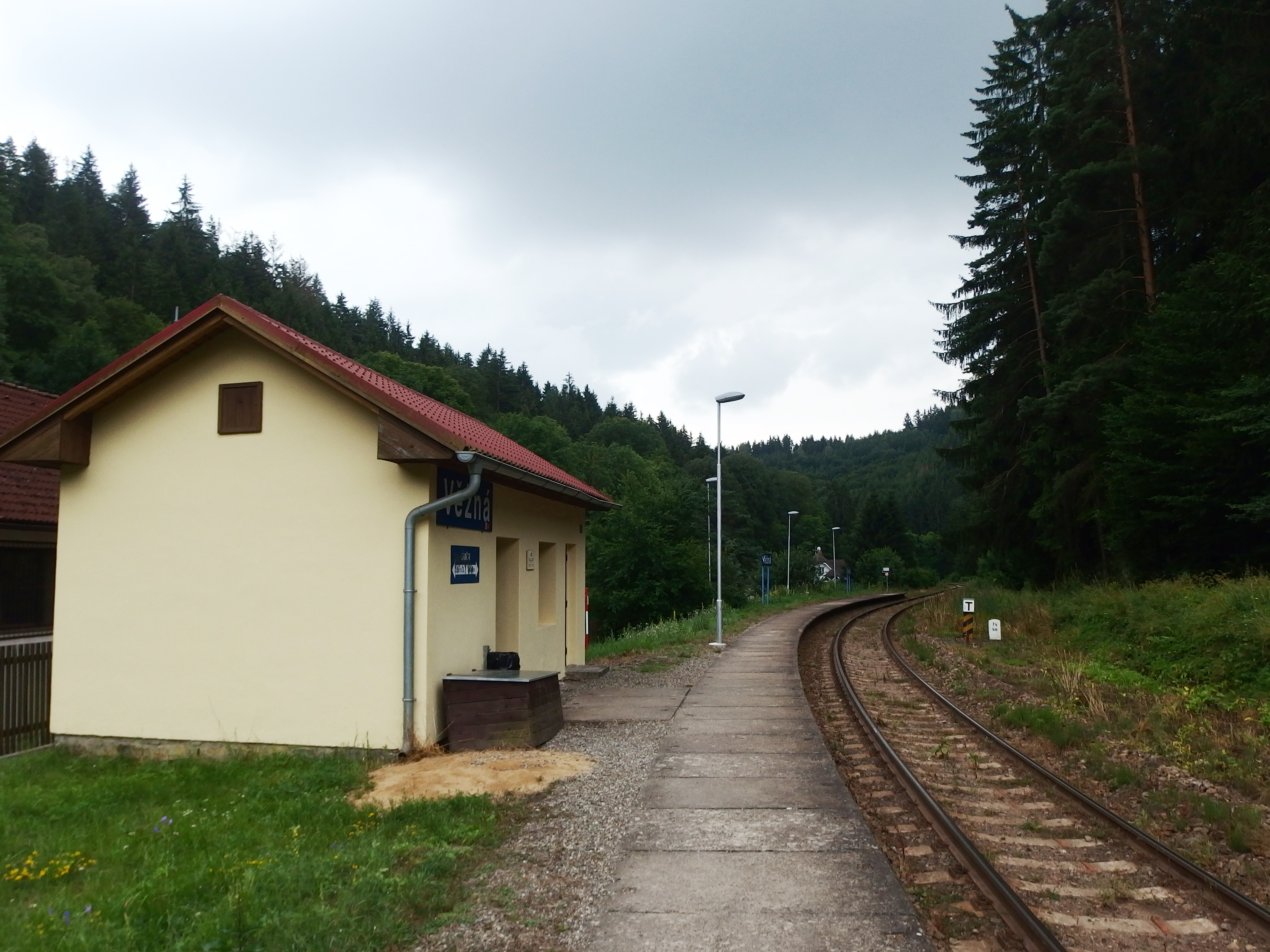
Železniční zastávka
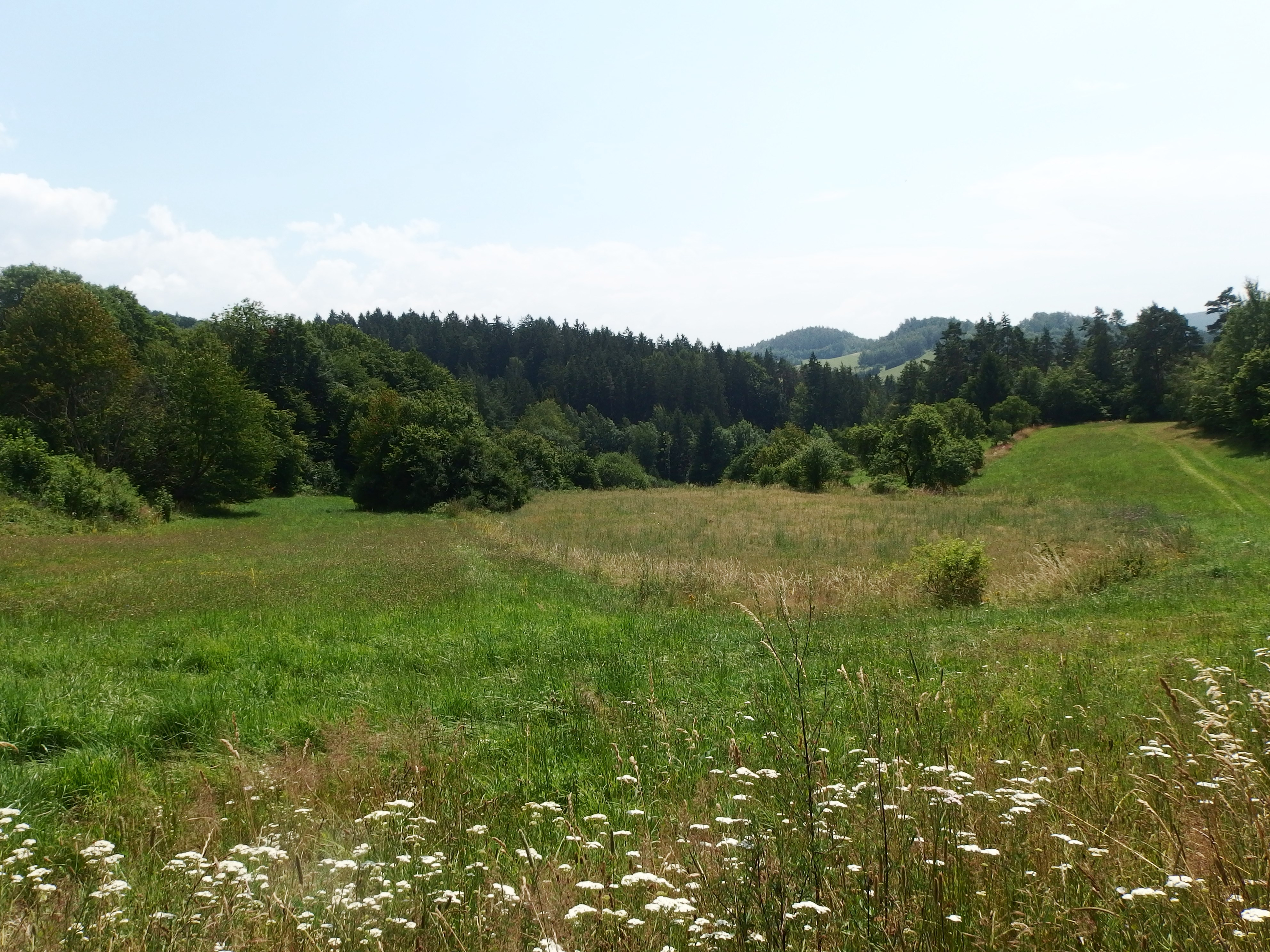
Krajina při cestě do Pernštejnských Janovic
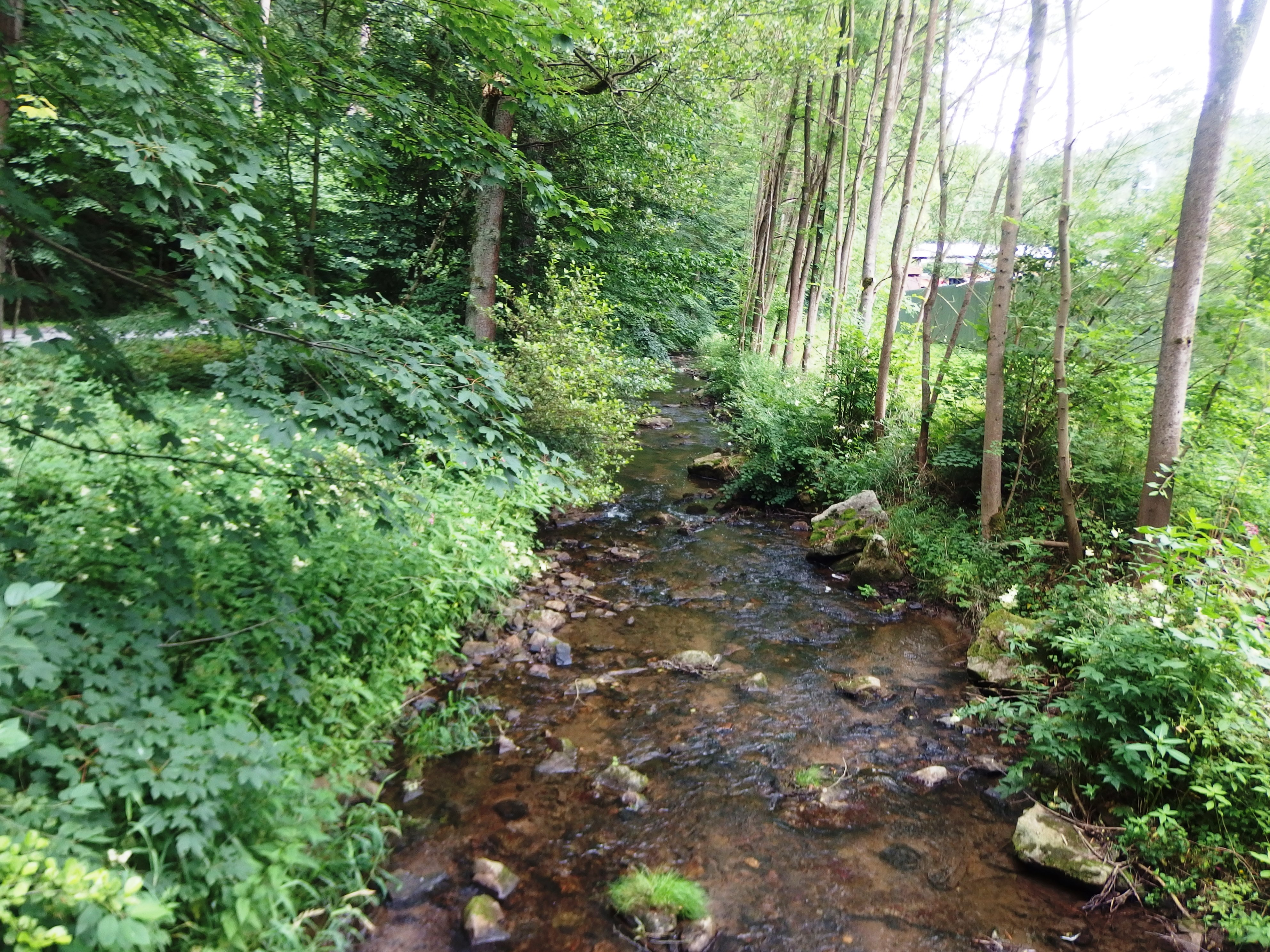
Říčka Nedvědička

## Části obce
- Věžná
- Jabloňov
- Pernštejnské Janovice